# Diagramma centurio
Diagramma centurio is een straalvinnige vissensoort uit de familie van de grombaarzen (Haemulidae). De wetenschappelijke naam van de soort is voor het eerst geldig gepubliceerd in 1830 door Cuvier.